# Verdaguer (stacja metra)
Verdaguer – stacja metra w Barcelonie, na linii 4 i 5. Stacja została otwarta w 1970.